# Aceratoneuromyia kamijoi
Aceratoneuromyia kamijoi is een vliesvleugelig insect uit de familie Eulophidae. De wetenschappelijke naam is voor het eerst geldig gepubliceerd in 1999 door Ikeda.